# Wagenya

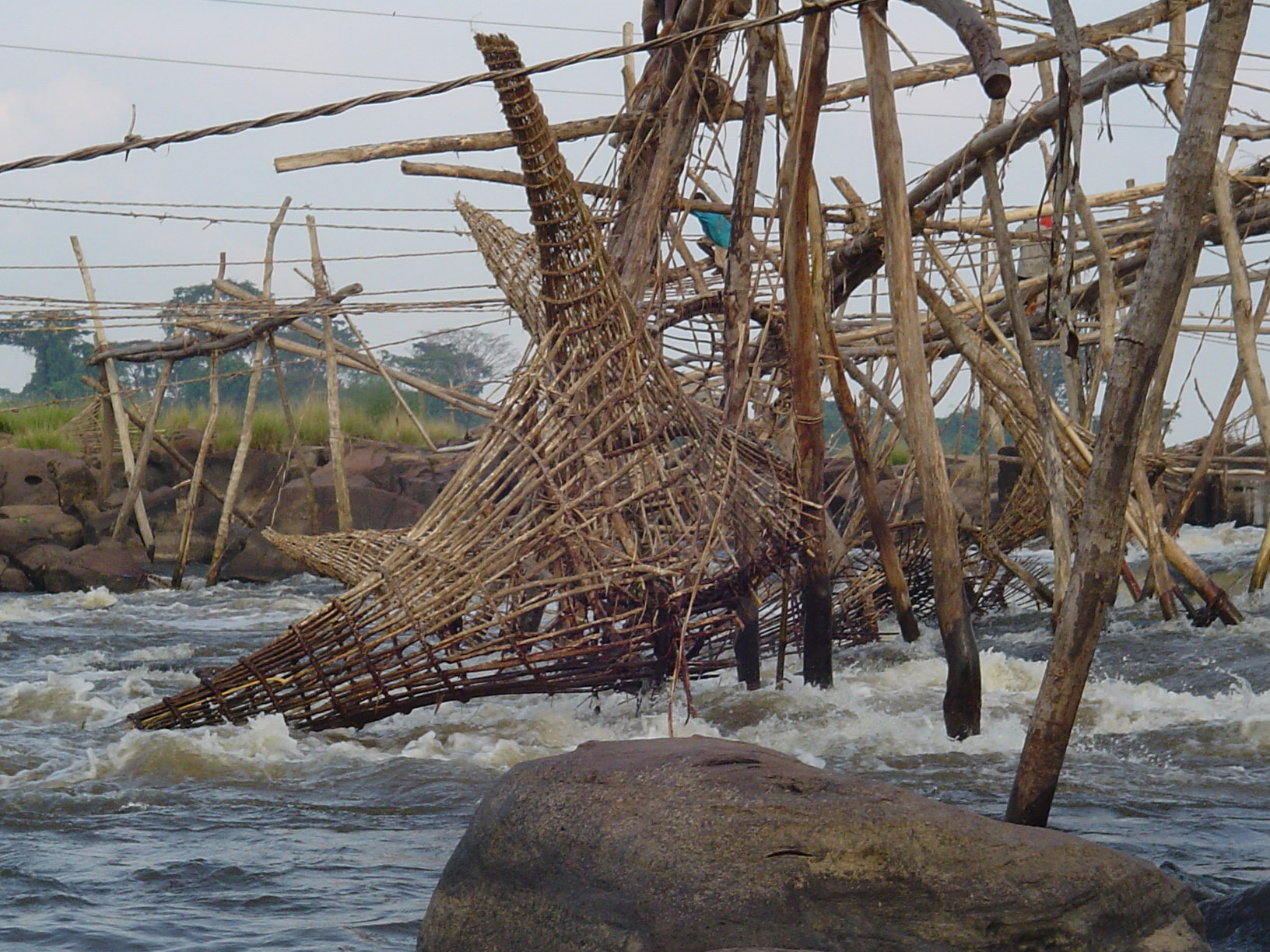
Le rapide Wagenya

Wagenya è una serie di rapide sul fiume Congo, nella Repubblica Democratica del Congo, nella zona di Kisangani (nord-est del paese), e della popolazione che vive in quella zona. In questo punto il fiume non è più navigabile e dei banchi di roccia poco profondi trasformano questo tratto di fiume in "rapide".

## Comunità locale
La popolazione locale pratica da secoli un tipo di pesca molto particolare. Gli abitanti del luogo erigono infatti delle palizzate in legno, ancorate nei fori scavati nella pietra dalle correnti. A queste palizzate vengono ancorate delle enormi ceste, che immerse nella corrente filtrano le acque del fiume trattenendone i pesci più grossi in transito. Tale tipo di pesca è pertanto molto selettivo e rispettoso della natura, in quanto solo i pesci di grossa taglia vengono catturati dalle ceste.
Due volte al giorno gli adulti della comunità sollevano le ceste fuori dall'acqua per verificare se vi sono pesci; in caso affermativo, qualcuno si tuffa in acqua per prelevarlo. Il ricavato della pesca di ogni giorno viene condiviso dai membri della stessa famiglia, compresi coloro che non hanno preso parte diretta alle varie operazioni di questo tipo di pesca. La posizione delle proprie ceste sul fiume viene tramandata di padre in figlio come eredità.